# Жозефіна Каблик
Жозефіна Каблик (англ. Josephine Ettel Kablick, чеськ. Josefína Kablíková; 1787—1863) — чеська першодослідниця в області ботаніки та палеонтології. Колекціонувала зразки скам'янілостей і рослин для інститутів Європи. Багато зі скам'янілостей і рослин, які вона зібрала, були названі на її честь. Входить в число жінок, включених в інсталяцію «Поверх спадщини» Джуді Чикаго.

## Біографія
Жозефіна Каблик народилася в родині виробника паперу Девіда Еттела. Вже в молодому віці у неї прокинувся інтерес до рідної флори. Жозефіна перебувала в сім'ї до 12 років. Потім її відправили до монастиря Урсулінок у Празі, щоб виховати в традиційних для жінки умовах. Після свого шлюбу в 1806 році з Адельбертом Кабликом, Жозефіна почала в 1822—1823 роках вивчати ботаніку у Венцелі Манні (1799—1839) в Празі. 1823 року вона повернулася до Хоенельбе. Дослідниця під час подорожей збирала рослини та створила систематичний гербарій. На додаток до загального гербарію, вона побудувала велику спеціальну колекцію з рослинності Гігантських гір. Каблик брала активну участь у нім. Opizschen Pflanzentauschanstalt,, яке було засновано в Празі в 1825 році. Товариство щорічно збирало близько 2400 екземплярів рослин, які відправлялись в усьому світі. Це дозволило Жозефіні встановити контакти з численними вченими свого часу та ботанічними інститутами. Крім рослин, Жозефіна Каблик також збирала палеонтологічний матеріал, який використовувався в музейних і навчальних колекціях. Навіть у старості вона проводила експедиції по Німеччині, Італії та Швейцарії за несприятливих погодних умов. Її підтримував в дослідженнях чоловік, який також був зацікавлений в науці як фармацевт. Таким чином, пара мала колекції, які можна було порівняти з музейними колекціями.

## Наукова робота
Завдяки своїм ботанічним діям Жозефіна Каблик змогла зробити свій внесок у краще розуміння рослинності Гігантських гір. Вона також відкрила кілька нових видів. В області палеонтології вона відкрила досі невідомі види. Прикладами є риба Palaeoniscus kablikae і вимерлий трилобіт Kablikia silurica.

## Вшанування пам'яті
Кілька видів, відкритих Жозефіною Каблик, були названі на її честь. Так рослина лат. Rhizolithes Kablikae і викопна рибина лат. Palaeoniscus Kablikae. Дж. Мейлі визнав її заслуги у сфері дослідження флори Німеччини та Австрії в контексті передмови до його праці. Густав Лорінсер висловив вдячність у своїй опублікованій книзі нім. Flora Deutschlands und der Schweiz.